# Jacob Arøe
Jacob Andreas Augustinus Arøe (* 5. Februar 1803 in Kopenhagen; † 22. April 1870 ebenda) war ein dänischer Kolonialverwalter in Grönland und Maler.

## Leben
Jacob Arøe war der Sohn des norwegischen Handelsassistenten Immanuel Arøe (1758–1834) und seiner Frau Christence Møller (um 1770–1830). Sein Vater hatte von 1787 bis 1794 bereits als Handelsassistent in Sisimiut gearbeitet, bevor er mit seiner Familie 1815 nach Grönland zurückkehrte. So kam Jacob bereits in jungen Jahren nach Grönland und wurde dort konfirmiert. 1819 begab er sich ebenfalls in Handelsdienste und wurde Volontär in Qaqortoq. 1824 wechselte er nach Sisimiut und ein Jahr später nach Nanortalik. 1826 wurde er Handelsassistent in Nanortalik und ein weiteres Jahr später stellvertretend Kolonialverwalter. Von 1834 bis 1835 war er Kolonialverwalter von Paamiut, von 1836 bis 1838 in Nanortalik und danach ein weiteres Jahr in Paamiut, bevor er aus gesundheitlichen Gründen die Arbeit aufgeben musste und nach Kopenhagen zurückkehrte. Dort heiratete er am 10. November 1851 Frederikke Dorthea Gram (1802–1857), Tochter des Schiffsführers Johan Jacob Gram und seiner Frau Frederikke Noch. Er starb 1870 im Alter von 67 Jahren.

## Kunst

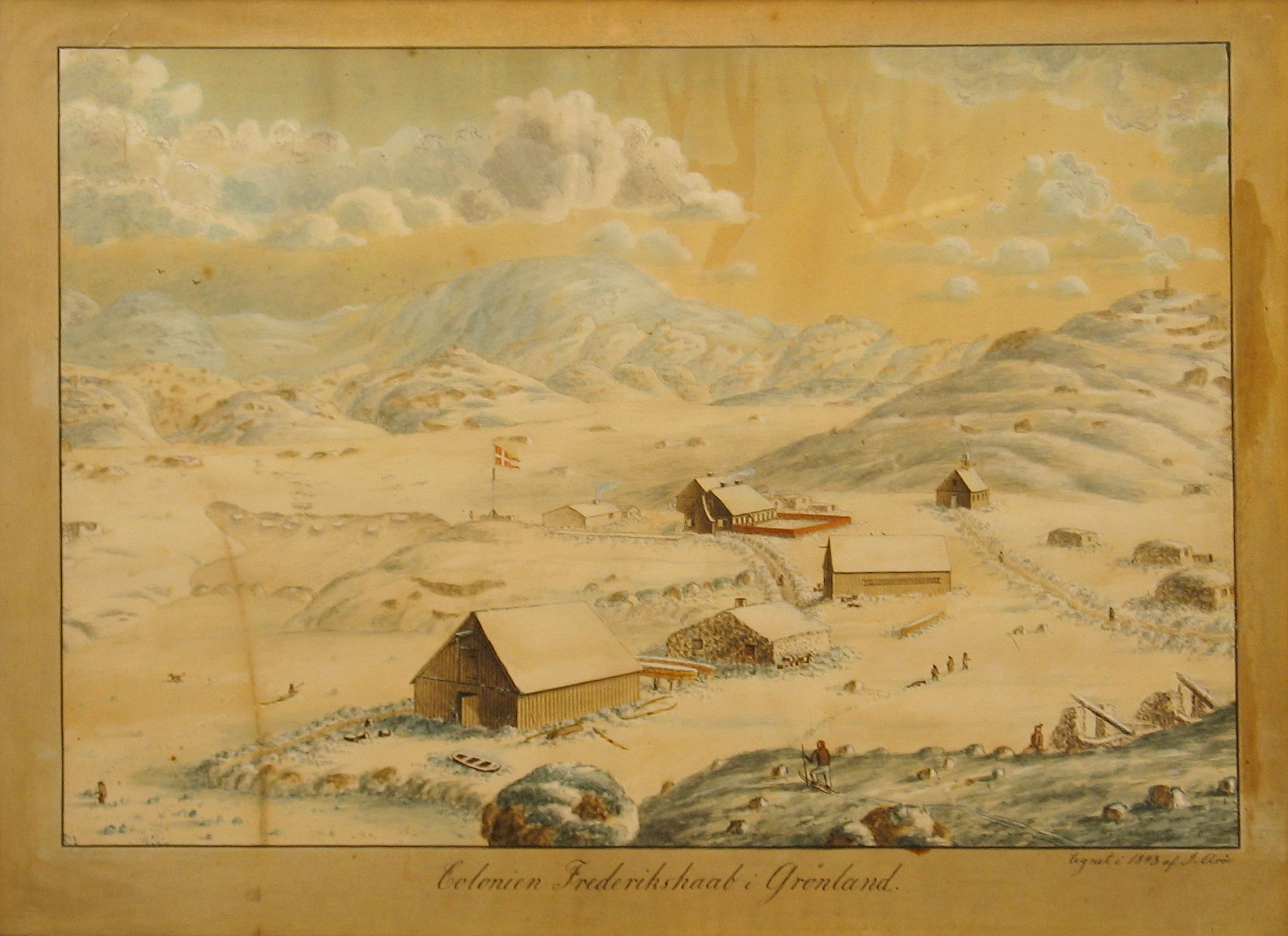
Paamiut (1843)

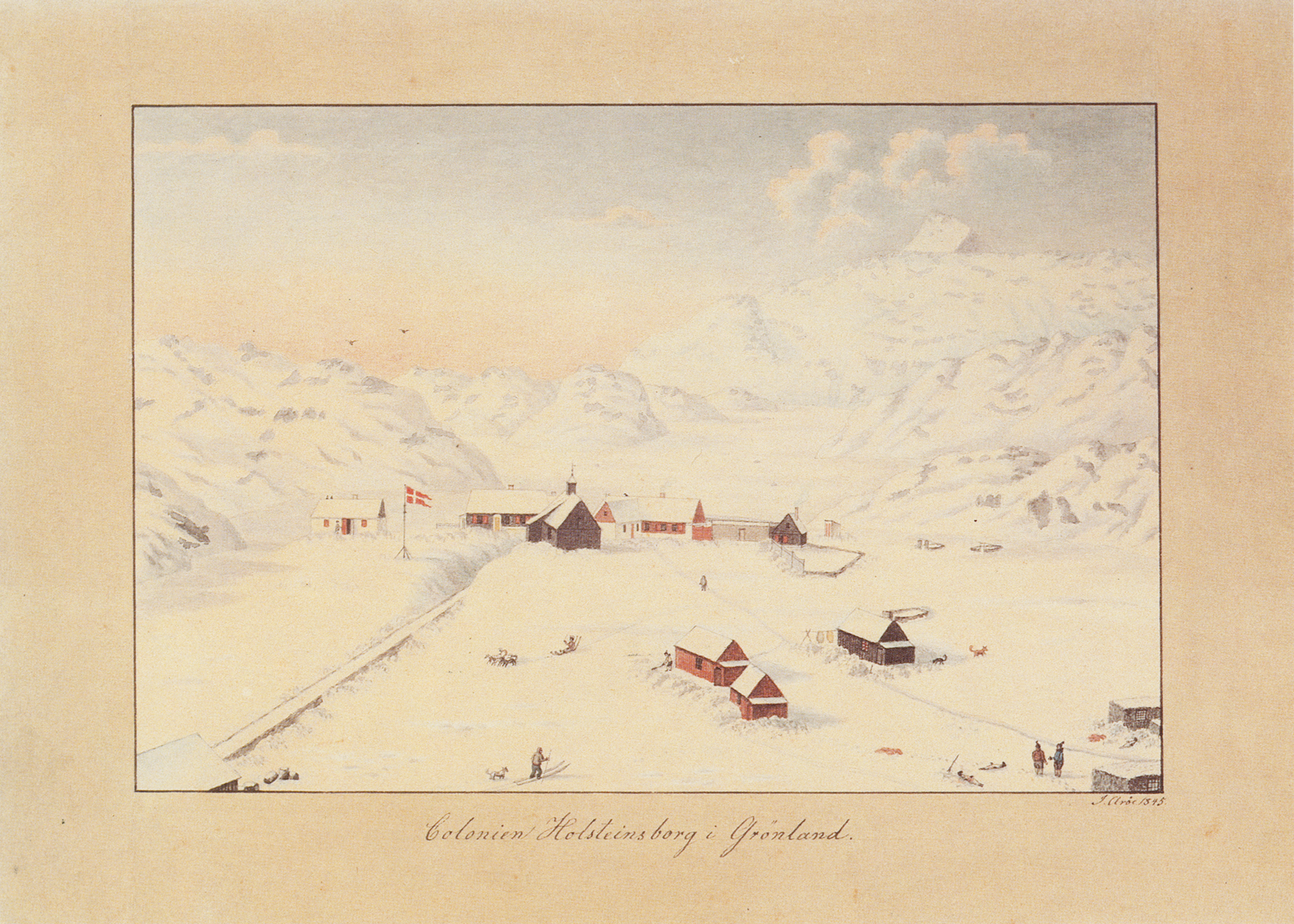
Sisimiut (1845)

Während seiner Zeit in Grönland begann Jacob Arøe zu zeichnen, ohne je eine künstlerische Ausbildung genossen zu haben. Er malte die Orte, in denen er arbeitete, besonders Qaqortoq. Seine Zeichnungen waren sehr detailgetreu, sogar so sehr, dass man sie als Karten für die Gebäuderegistrierung nutzen konnte, allerdings malte er auch sehr naiv. Anfangs waren seine Werke aus der Vogelperspektive gezeichnet, späterhin malte er immer einen Vordergrund vor die Ortsansichten, der seinen Standort markierte. Er nahm auch Reisen zu den Ruinen der Grænlendingar vor und zeichnete dabei eine detaillierte Karte des Tasermiut Kangerluat. Nach seiner Rückkehr nach Dänemark zeichnete er wohl anhand von eigenen früheren Skizzen weiterhin grönländische Ortsansichten, andere entstanden durch Vorlagen von bspw. Jørgen Nielsen Møller oder Hans Peter Christian Møller.
Aus Jacob Arøes Hand stammen drei Ansichten von Nuuk (1817, 1838, 1845), sechs aus Paamiut (1817, 2× 1835, 1840, 1845, eine undatiert), vier aus Qeqertarsuatsiaat (1818, 1845, 1848, eine undatiert), sieben aus Qaqortoq (1819, 1832, 1840, 1843, 1845, zwei undatiert), vier aus Sissarissoq (1834, 1840, 1846, eine undatiert), drei aus Narsarmijit (1834, 1846, 1855), zwei aus Sisimiut (1842, 1845), zwei aus Qerrortusoq (1846, eine undatiert), zwei aus Maniitsoq (1843, 1845), eine aus Neu-Herrnhut (1846), eine aus Akunnaat (1846) und drei aus Alluitsoq (1846, 1856, eine undatiert). Viele dieser Werke sind im Dänischen Nationalmuseum, dem Grönländischen Nationalmuseum oder im Dänischen Seefahrtsmuseum ausgestellt.